# 徳政文言
徳政文言（とくせいもんごん）とは、正式には徳政担保文言（とくせいたんぽもんごん）と呼ばれ、売買・貸借契約後に徳政令が出されても取り戻しを要求しないことを売券などの契約書類に明記した担保文言。日本の中世から近世にかけて広く見られた。

## 概要
平安時代中期以後、土地の売買に際して売主が私的な証文である売券を買主に渡すようになるが、その際に将来において予想されるトラブルを防止するために様々な規定が設けられていた。こうした条件を担保文言という。
永仁の徳政令以後、徳政令や徳政一揆に対する警戒感から付け加えられるようになった。また、日本では古くから貸借・売買によっても物の正当な所有者（本主）は変わらず、本主にはそれを取り戻す権利があるとする法観念が通用していたことも徳政文言が記された背景にあった。室町幕府はこうした徳政文言を認めない姿勢を取り、また実際の効果が保障されない事例もあったが、広く行われていた。
当時の契約は私的証文の性格が強かったから、徳政文言の中に具体的な徳政令の発令主体や名目・契機などが事細かく列記されており、当時の徳政令の実態が強く反映された内容になっていることが多い。
また、最初から寄進状（売寄進）や譲状の形態で権利文書を作成して、寄進・譲与を偽装することで徳政令の適用を免れようとしたケースもあった。